# 王太后 (冉魏)
王太后（?—?），中国五胡十六国时代冉魏皇帝冉闵的母亲。她嫁給了冉瞻，生下冉閔。冉閔作為後趙武帝石虎的養孫，改名石閔。永和六年（350年），冉閔殺死了石氏皇族，自稱皇帝，追尊其祖父冉隆為元皇帝，父親冉瞻為烈祖高皇帝，尊母親王氏为皇太后，立妻董氏为皇后，子冉智为皇太子。之後，史書没有關於王太后的記載，在冉魏滅亡之前，她就已經去世。